# The Girl Next Door (1953)
The Girl Next Door is een Amerikaanse musicalfilm in Technicolor uit 1953 onder regie van Richard Sale. De film is gebaseerd op een verhaal van Leslie Bush-Fekete en Maria Fagyas.

## Verhaal
Jeannie Laird is een succesvolle revuester die na een lange tour in Europa terugkeert naar haar woonplaats New York en uitkijkt naar een periode van rust. Ze wordt verliefd op haar buurman Bill Carter, een weduwnaar met een jonge zoon, Joey. Joey is allesbehalve enthousiast over hun relatie en windt er geen doekjes om dat hij Jeannie liever kwijt is dan rijk. Dit zet veel druk op de relatie.

## Rolverdeling
| Acteur             | Personage          |
| ------------------ | ------------------ |
| Dan Dailey         | Bill Carter        |
| June Haver         | Jeannie Laird      |
| Dennis Day         | Reed Appleton      |
| Billy Gray         | Joey Carter        |
| Cara Williams      | Rosie Grren        |
| Natalie Schafer    | Evelyn, de meid    |
| Clinton Sundberg   | Samuels, de butler |
| Hayden Rorke       | Henry Fields       |
| Mary Jane Saunders | Kitty              |

## Productie
De vrouwelijke hoofdrol werd aanvankelijk aangeboden aan Betty Grable; zij wees deze af omdat ze meer vrije tijd wilde, waarop ze werd geschorst door de filmstudio. Alan Mowbray en Gloria DeHaven werden in het najaar van 1951 aangesteld in bijrollen, maar ze werden uiteindelijk vervangen door andere acteurs. In dezelfde periode kwam het nieuws dat Dorothy Dandridge en Benny Carter een gastoptreden zouden maken in een van de muzikale nummers, maar ze waren niet in het eindproduct te zien.
De oorspronkelijke draaiperiode was van oktober tot en met december 1951. De productie werd echter vertraagd nadat hoofdrolspeelster June Haver bij het opnemen van een dansnummer van een tafel viel en acht maanden lang niet kon werken. De mannelijke hoofdrolspeler Dan Dailey was vanwege de vertragingen ook lange tijd niet beschikbaar, omdat hij eerst een andere film What Price Glory? (1952) moest afronden. De vertragingen kostte de studio $350.000 dollar bovenop het reguliere budget. De tweede draaiperiode was van augustus tot en met oktober 1952.
The Girl Next Door was voor zowel June Haver als Dennis Day hun laatste film.